# Вальтер Ценкер
Вальтер Ценкер (нім. Walter Zenker; 2 січня 1914, Гольцмінден — ?) — німецький офіцер-підводник, оберлейтенант-цур-зее крігсмаріне.

## Біографія
В 1931 році вступив на флот. В серпні-листопаді 1940 року — старший штурман на підводному човні U-17, з 23 грудня 1940 по вересень 1942 року — на U-553. З 17 травня 1943 по 31 липня 1944 року — командир U-57. В серпні переданий в розпорядження 22-ї флотилії. З 1 жовтня 1944 по 13 січня 1945 року — командир U-393. В січні-березні 1945 року перебував на будівництві U-3535.

## Звання
- Лейтенант-цур-зее (1 жовтня 1942)
- Оберлейтенант-цур-зее (1 жовтня 1943)

## Нагороди
- Медаль «За вислугу років у Вермахті» 4-го класу (4 роки)